# BHT 1
BHT 1 es el primer canal de televisión público de Bosnia y Herzegovina, perteneciente a BHRT. Emite 20 horas diarias en uno de los dos alfabetos oficiales (latino y cirílico) y emite una variedad de programas, como noticias, programas de entrevistas, documentales, deportes, películas y programas infantiles. BHT1 también ofrece servicios de teletexto.

## Historia
Inició emisiones el 1 de junio de 1961 como Televizija Sarajevo.
Con el paso del tiempo, la radiotelevisión de Sarajevo aportó sus propios contenidos a la red yugoslava JRT. En los años 1970 lanzó dos nuevas emisoras de radio y sus propios informativos televisivos (TV Dnevnik), mientras que en la década de 1980 se creó un segundo canal de televisión (TVSA 2). Su punto de inflexión fue la retransmisión y cobertura internacional de los Juegos Olímpicos de Invierno de 1984 celebrados en Sarajevo, para los que invirtió en nuevos medios de producción y equipamiento.  El tercer canal de televisión (TVSA 3) se lanzó en 1989 desde la sede central.
Tras la independencia de Bosnia-Herzegovina, el canal pasó a manos de la empresa Radiotelevizija Bosne i Hercegovine (RTVBiH) en 1992. Un año después ingresó como miembro de pleno derecho en la Unión Europea de Radiodifusión. La guerra de Bosnia afectó seriamente al desarrollo de su labor por la constante destrucción de transmisores y medios técnicos, así como la muerte de algunos periodistas.
El canal contó con cobertura nacional totalmente restablecida desde el 13 de agosto del 2004.

## Programación
Entre su programación más destacada se encuentra:
- Dnevnik: noticias principales, a las 12:00, 19:00 y 22:00.[2]
- Vijesti: noticias, a las 07:00, 08:00, 10:00 y 14:00.
- Regionalni dnevnik: noticias regionales desde las principales ciudades: Sarajevo, Banja Luka, Mostar, Zenica.
- Jutro za sve: programa matinal.
- BHT Sport: deportes.
- BHRT Top 15: programa musical semanal sobre los 15 mayores éxitos.